# Mateo Ponte
Mateo Ponte Costa (ur. 24 maja 2003 w Montevideo) – urugwajski piłkarz występujący na pozycji prawego obrońcy, od 2023 roku zawodnik brazylijskiego Botafogo.

## Botafogo
W sierpniu 2023 roku Botafogo ogłosił na sezon Mateo Ponte. W tym samym miesiącu Mateo Ponte zadebiutował w koszulce Botafogo w wygranym 3:0 meczu z Bahią na stadionie Nilton Santos w 21. rundzie mistrzostw Brazylii.